# アマンダ・レモス
アマンダ・レモス（Amanda Lemos、1987年5月22日 - ）は、ブラジルの女性総合格闘家。パラー州ベレン出身。マラジョ・ブラザーズ・チーム所属。UFC世界女子ストロー級ランキング4位。元Jungle Fight女子バンタム級王者。UFC女子パウンド・フォー・パウンド・ランキング15位。

## 来歴

### 総合格闘技
2014年7月17日、プロ総合格闘技デビュー。2015年にJungle Fight女子バンタム級王座を獲得し、2度の王座防衛に成功した。

### UFC
2017年7月16日、UFC初出場となったUFC Fight Night: Nelson vs. Ponzinibbioでレスリー・スミスと対戦し、スタンドの肘打ち連打で2RTKO負け。
2017年11月30日、米国アンチドーピング機関（USADA）が、11月8日に実施した競技外の抜き打ち検査でレモスに潜在的なアンチドーピング違反が確認されたことを発表した。2018年3月28日、USADAが2017年11月8日に実施した薬物検査でレモスからスタノゾロールとその代謝物の陽性反応を示したとして、レモスに2年間の出場停止処分を科したことを発表した。
2019年12月21日、ストロー級転向初戦となったUFC Fight Night: Edgar vs. The Korean Zombieでミランダ・グレンジャーと対戦し、リアネイキドチョークで1Rテクニカル一本勝ち。
2021年3月6日、UFC 259で女子ストロー級ランキング15位のリヴィア・ヘナタ・ソウザと対戦し、左ジャブでダウンを奪いパウンドで1RTKO勝ち。
2021年12月18日、UFC Fight Night: Lewis vs. Daukausで女子ストロー級ランキング12位のアンジェラ・ヒルと対戦し、2-1の判定勝ち。ファイト・オブ・ザ・ナイトを受賞した。
2022年4月23日、UFC Fight Night: Lemos vs. Andradeで元UFC世界女子ストロー級王者ジェシカ・アンドラージと対戦し、UFC史上初となるスタンドの肩固めで1R一本負け。
2022年7月16日、UFC on ABC: Ortega vs. Rodríguezで女子ストロー級ランキング10位のミシェル・ウォーターソンと対戦し、ギロチンチョークで2R一本勝ち。パフォーマンス・オブ・ザ・ナイトを受賞した。
2022年11月5日、UFC Fight Night: Rodriguez vs. Lemosで女子ストロー級ランキング3位のマリナ・ロドリゲスと対戦し、スタンドパンチ連打で3RTKO勝ち。
2023年8月19日、UFC 292のUFC世界女子ストロー級タイトルマッチで王者ジャン・ウェイリーに挑戦し、0-3の5R判定負け。王座獲得に失敗した。
2024年2月17日、UFC 298で女子ストロー級ランキング7位のマッケンジー・ダーンと対戦し、3-0の判定勝ち。ファイト・オブ・ザ・ナイトを受賞した。
2024年7月20日、UFC on ESPN: Lemos vs. Jandirobaで女子ストロー級ランキング5位のビルナ・ジャンジロバと対戦し、腕ひしぎ十字固めで2R一本負け。

## 戦績
| 総合格闘技 戦績 | 総合格闘技 戦績 | 総合格闘技 戦績 | 総合格闘技 戦績 | 総合格闘技 戦績 | 総合格闘技 戦績 | 総合格闘技 戦績 |
| --------------- | --------------- | --------------- | --------------- | --------------- | --------------- | --------------- |
| 20 試合         | (T)KO           | 一本            | 判定            | その他          | 引き分け        | 無効試合        |
| 15 勝           | 8               | 3               | 4               | 0               | 1               | 0               |
| 4 敗            | 1               | 2               | 1               | 0               | 1               | 0               |

| 勝敗 | 対戦相手                     | 試合結果                            | 大会名                                                                 | 開催年月日     |
|      | タチアナ・スアレス           |                                     | UFC Fight Night: Lopes vs. Silva                                       | 2025年9月13日  |
| ○    | ヤスミン・ルシンド           | 5分3R終了 判定3-0                   | UFC 313: Pereira vs. Ankalaev                                          | 2025年3月8日   |
| ×    | ビルナ・ジャンジロバ         | 2R 4:48 腕ひしぎ十字固め            | UFC on ESPN 60: Lemos vs. Jandiroba                                    | 2024年7月20日  |
| ○    | マッケンジー・ダーン         | 5分3R終了 判定3-0                   | UFC 298: Volkanovski vs. Topuria                                       | 2024年2月17日  |
| ×    | ジャン・ウェイリー           | 5分5R終了 判定0-3                   | UFC 292: Sterling vs. O'Malley 【UFC世界女子ストロー級タイトルマッチ】 | 2023年8月19日  |
| ○    | マリナ・ロドリゲス           | 3R 0:54 TKO（スタンドパンチ連打）   | UFC Fight Night: Rodriguez vs. Lemos                                   | 2022年11月5日  |
| ○    | ミシェル・ウォーターソン     | 2R 1:48 ギロチンチョーク            | UFC on ABC 3: Ortega vs. Rodríguez                                     | 2022年7月16日  |
| ×    | ジェシカ・アンドラージ       | 1R 3:13 肩固め                      | UFC Fight Night: Lemos vs. Andrade                                     | 2022年4月23日  |
| ○    | アンジェラ・ヒル             | 5分3R終了 判定2-1                   | UFC Fight Night: Lewis vs. Daukaus                                     | 2021年12月18日 |
| ○    | モンツェラート・ルイス       | 1R 0:35 TKO（左フック→パウンド）    | UFC on ESPN 26: Makhachev vs. Moisés                                   | 2021年7月17日  |
| ○    | リヴィア・ヘナタ・ソウザ     | 1R 3:39 TKO（左ジャブ→パウンド）    | UFC 259: Błachowicz vs. Adesanya                                       | 2021年3月6日   |
| ○    | 魅津希                       | 5分3R終了 判定3-0                   | UFC on ESPN 15: Munhoz vs. Edgar                                       | 2020年8月22日  |
| ○    | ミランダ・グレンジャー       | 1R 3:43 リアネイキドチョーク        | UFC Fight Night: Edgar vs. The Korean Zombie                           | 2019年12月21日 |
| ×    | レスリー・スミス             | 2R 2:53 TKO（スタンドの肘打ち連打） | UFC Fight Night: Nelson vs. Ponzinibbio                                | 2017年7月16日  |
| ○    | マイラ・カントゥアリア       | 3R 0:28 KO（膝蹴り）                | Jungle Fight 88 【JungleFight女子バンタム級タイトルマッチ】            | 2016年6月25日  |
| △    | マイラ・カントゥアリア       | 5分3R終了 判定1-0                   | Jungle Fight 85 【JungleFight女子バンタム級タイトルマッチ】            | 2016年1月23日  |
| ○    | キャロル・クーニャ           | 1R 2:15 ギロチンチョーク            | Jungle Fight 82 【JungleFight女子バンタム級王座決定戦】                | 2015年10月24日 |
| ○    | キャロル・アブドン           | 1R 3:20 TKO（パンチ連打）           | Fusão de Artes Marciais 5                                              | 2015年9月26日  |
| ○    | デボラ・ディアス・ナシメント | 1R 3:23 TKO（パンチ連打）           | Jungle Fight 77                                                        | 2015年5月9日   |
| ○    | アレニス・コヘア・コスタ     | 1R 4:15 TKO（パンチ連打）           | Jurunense Open Fight MMA 8                                             | 2014年9月25日  |
| ○    | ローラ・ファルカン           | 1R 4:23 TKO（パンチ連打）           | Fusão de Artes Marciais 3                                              | 2014年7月17日  |

## 獲得タイトル
- 第2代Jungle Fight女子バンタム級王座（2015年）

## 表彰
- UFC ファイト・オブ・ザ・ナイト（2回）
- UFC パフォーマンス・オブ・ザ・ナイト（1回）